# Szent Tekla-hegyi földvár
A Szent Tekla-hegyi földvár (spanyolul: castro de Santa Tecla) a spanyolországi Pontevedra tartomány egyik ősi erődítményének maradványa, régészeti lelőhely.

## Története
A vár és a hozzá tartozó erődített település valószínűleg bronzkori eredetű. Helyszínválasztását stratégiai okok indokolták: mivel a meredek oldalú hegy a Miño folyó torkolatánál emelkedik, innen tudták legjobban ellenőrizni a környéken zajló tengeri és folyami hajózást, ráadásul a szomszédságban kiváló halászati lehetőségek vannak és művelhető földek is elterülnek. Fénykorában, az i. e. 1. században mintegy 5000 fő élhetett a falak között, így az Ibériai-félsziget északnyugati részének egyik legnagyobb erődítménye lehetett. Lakói önálló gazdaságot működtettek, többek között kerámiákat, ékszereket, szöveteket és eszközöket készítettek, amelyekből ma is látható egy kiállítás a közeli községközpont régészeti múzeumában.
Az építményt az i. sz. 2. században hagyták el. A romokat 1913-ban találták meg egy útépítés során.

## Leírás
A vár Spanyolország északnyugati részén, a Galicia autonóm közösség Pontevedra tartományának délnyugati sarkában található, a Portugáliával határt alkotó Miño folyó torkolatánál emelkedő Szent Tekla-hegyen, valamivel több mint 300 méterrel a tenger szintje felett. Közigazgatásilag La Guardia község részét képezi.
A körülbelül 300 méter × 700 méteres területet elfoglaló erődítmény falai között nagyon sok lakóépület állt, többnyire kerek, kisebb számban (valószínűleg római hatás eredményeként) téglalap alaprajzúak (de sarkaik ezeknek is le vannak kerekítve): az épületeknek ma az alapfalai láthatók. Egy elmélet szerint a házakat azért építették kerekre, mert hitük szerint ha egy épületnek nincsenek sarkai, akkor ott a szellemek nem tudják meghúzni magukat.
Első ránézésre a házak elhelyezkedése kaotikusnak tűnik, de valójában jól szervezett módon helyezték el őket, a „családi egységekhez” igazítva. Az épületek falai kőből készültek, a tetőt fával és/vagy szalmával fedték, és előfordult, hogy egy központi oszlop is támasztotta alulról. A házaknak nem voltak ablakaik, egyetlen fali nyílásuk az ajtó volt. Közöttük keskeny, kővel kirakott utcák húzódtak, és néhány kisebb tér is létezett. A települést körülvevő várfalnak két kapuja volt.

## Képek

Nagy felbontású panorámakép
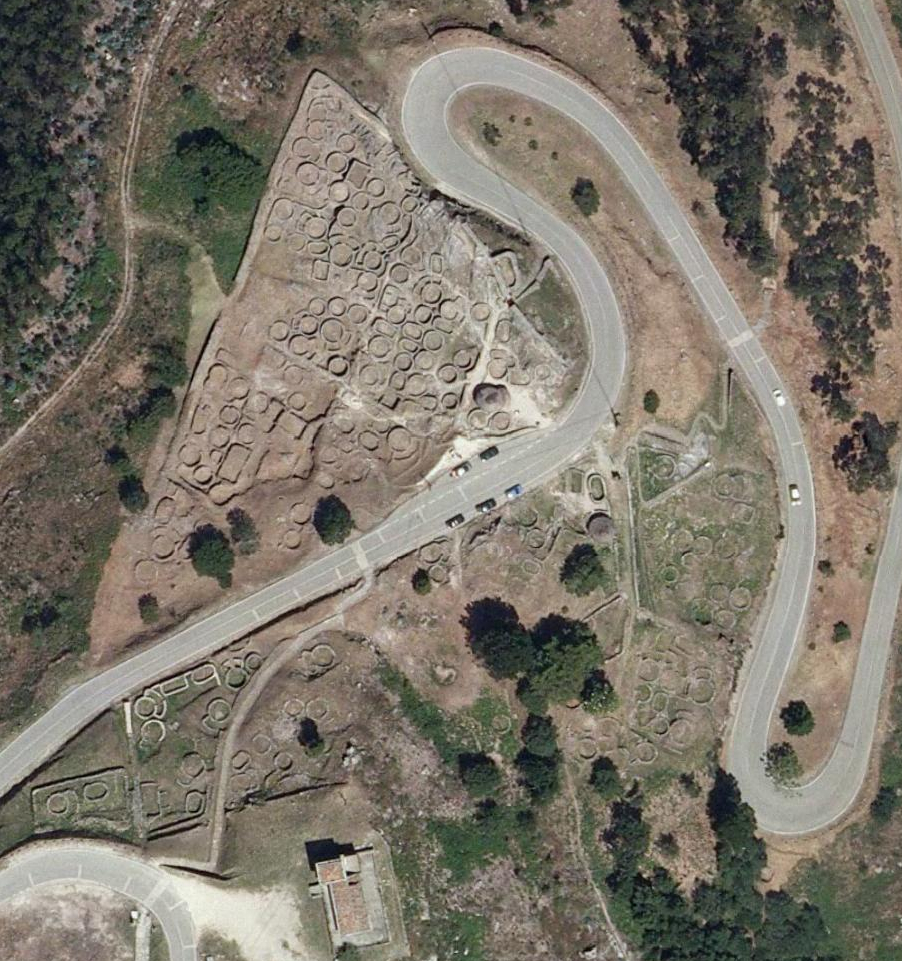
A magasból nézve
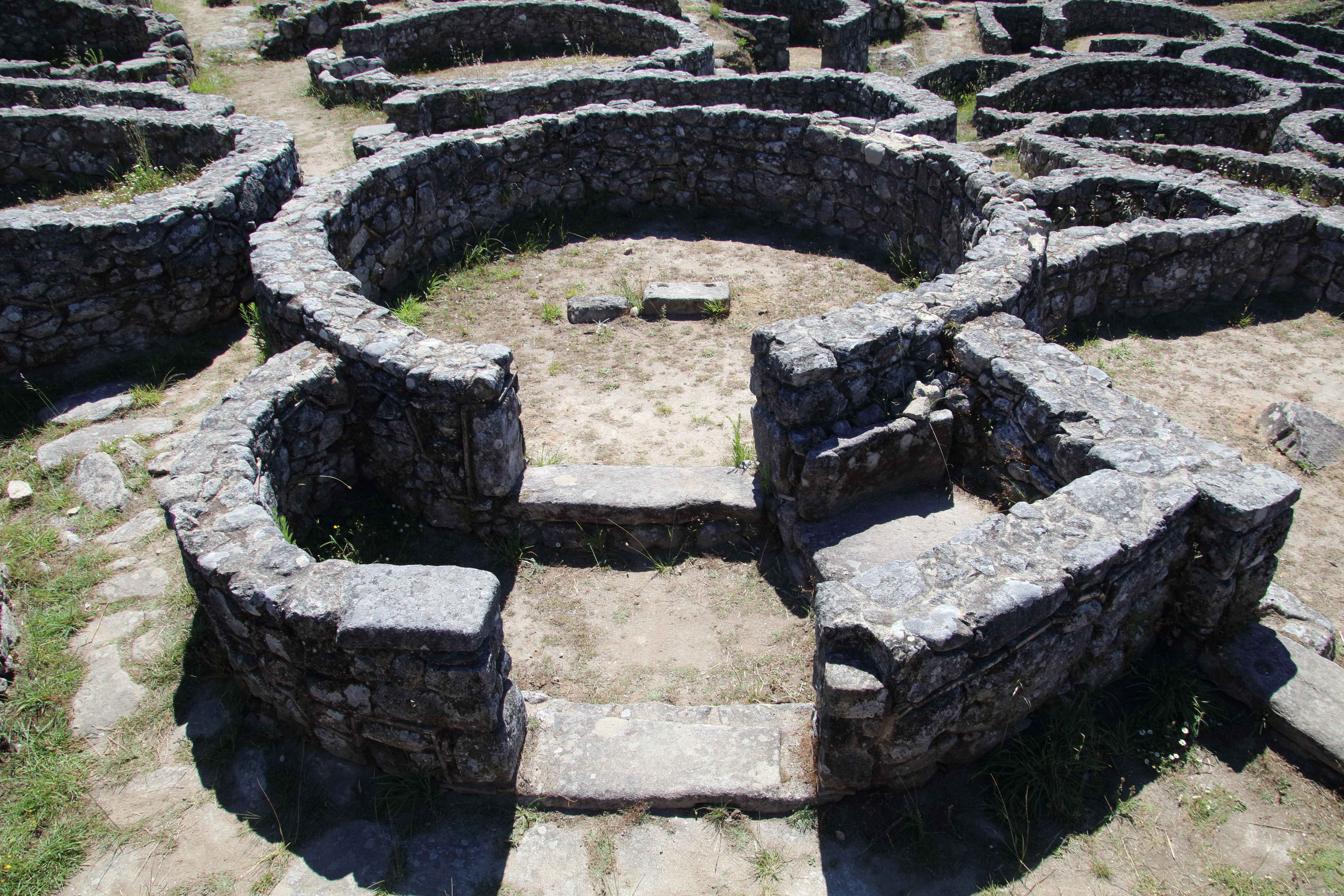
Részlet
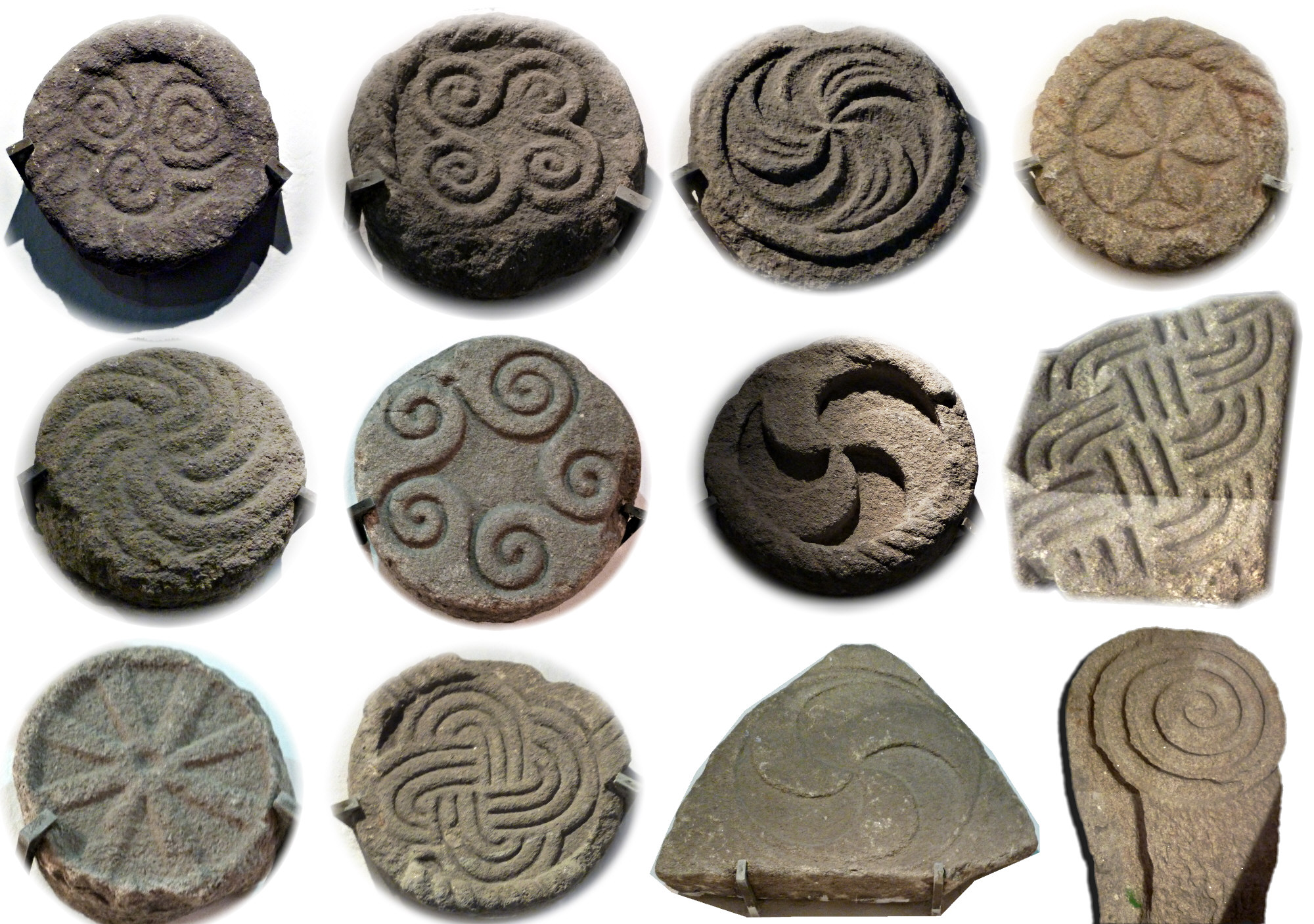
Válogatás a helyszínen feltárt faragványos kövekből